# Enrique Villate y Carralón
Enrique Ramón de Villate y Carralón (Trinidad, 11 de febrero de 1861-Madrid, 6 de mayo de 1925) fue un ingeniero de minas y político español, iii conde de Valmaseda y grande de España.

## Biografía
Nacido el 11 de febrero de 1861 en Trinidad, Cuba, era hijo de Blas Villate, que posteriormente se convertiría en gobernador de la isla.
A la muerte de su padre, sucedió a este como Conde de Valmaseda (o Balmaseda).
Fue senador electo por la provincia de Zamora en la legislatura 1899-1900, y más tarde, en 1918, se convertiría en senador por derecho propio.
Villate, que era ingeniero de minas y propietario de explotaciones de carbón en Puertollano, ejerció de interlocutor entre Alfonso XIII y Domingo de Orueta y Duarte en cuanto a los estudios de este último sobre el platino, el cromo y el níquel en España. Falleció el 6 de mayo de 1925, en Madrid.